# Saint-Glinglin

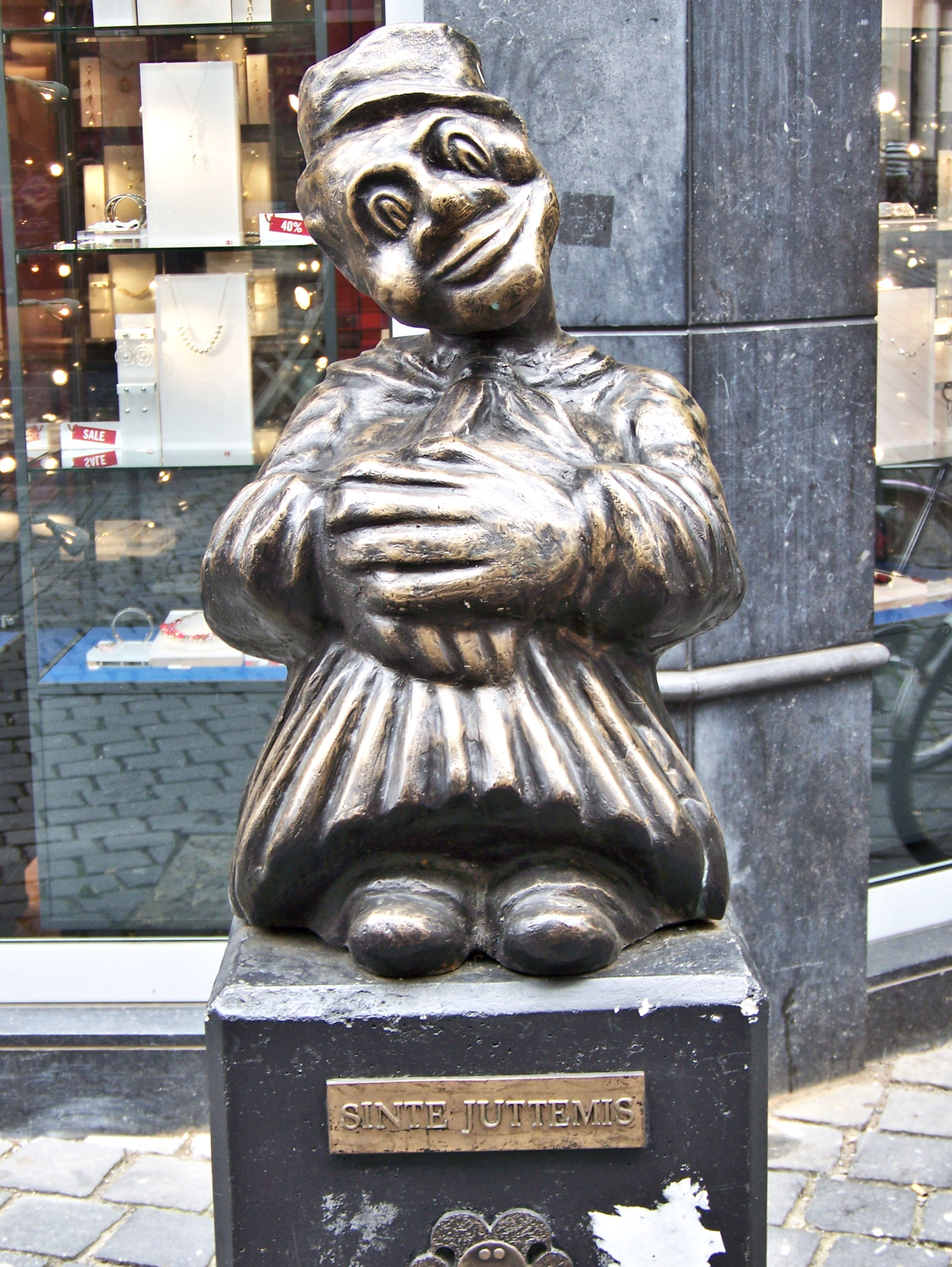
Statue de sint-juttemis, le saint Glinglin néerlandais, à Breda (Pays-Bas) en 2008.

La Saint-Glinglin est un jour fictif du calendrier liturgique catholique, utilisé pour renvoyer à une date indéterminée et lointaine, voire jamais, l'accomplissement d'un événement. L'origine de l'expression vient de la déformation de seing (le signe)[réf. nécessaire] et glin, le son des cloches : cela voudrait donc dire, à l'origine, quand les cloches sonneront. « Avoir lieu à la Saint-Glinglin » est synonyme de « remettre aux calendes grecques », « à la semaine des quatre jeudis, des trois dimanches », « à Pâques ou à la Trinité », « quand les poules auront des dents », « tous les 36 du mois », « quand j’arrêterai de procrastiner » ou au « 30 février ».

## Droit
Certains ouvrages de droit en France relatent l'existence d'une décision judiciaire portant sur la Saint-Glinglin,,. Un emprunteur particulièrement astucieux se serait engagé à rembourser son préteur le jour de la Saint-Glinglin. Le prêteur ne voyant rien venir aurait fini par porter l'affaire en justice. La Saint-Glinglin ne figurant pas dans le calendrier, le tribunal aurait, non sans humour, fixé la date du remboursement à la Toussaint (1er novembre), soit une fête collective de tous les saints connus et inconnus. L'existence de cette décision, qui est introuvable, est contestée. Elle serait plutôt une plaisanterie inventée. D'autres auteurs relatent qu'elle aurait été rendue en 1910 par un juge de paix du 4e arrondissement de Paris, mais la seule trace en serait des récits dans la presse de l'époque.

## La célébration de la Saint-Glinglin
En matière de fêtes populaires, c'est le rapprochement de deux villes de Belgique (Glain (Liège) et Ghlin (Mons)) ; on connaît donc la date de la Saint-Glain-Ghlin : d'après les organisateurs, il s'agit du 3e week-end de juin.
Toujours en matière de fêtes populaires, à Prenay, village de la commune de Josnes, en France, en Loir-et-Cher, 41105, est célébrée la Saint-Glinglin, en principe, le dernier samedi du mois d'août. Au cours de cette fête, saint Glinglin, représenté par un mannequin empaillé, est promené en charrette à travers tout le village, puis, à la nuit, après que l'on a dansé autour d'un grand feu, saint Glinglin est brûlé au-dessus de ce feu. Cette fête correspond à la fin des moissons, nous sommes en Beauce, et donc à une prochaine rentrée d'argent : « Je te paierai à la Saint-Glinglin ! » (et plus sûrement jamais).

## Étymologie
Ce « seing glin » (signal d'un bruit) serait celui des trompettes de l'Apocalypse plutôt que le son des cloches qui était un événement quotidien.[réf. nécessaire]

## Culture
Raymond Queneau a écrit un roman onirique et humoristique intitulé Saint-Glinglin, paru en 1948.
L’expression donne aussi son nom au recueil de nouvelles Les contes de la Saint Glinglin de Robert Escarpit.
Henri Vincenot, dans Les Étoiles de Compostelle évoque "la chasuble de Saint-Glinglin".